# Кралупи
Кралупи је насељено место у Босни и Херцеговини у општини Коњиц у Херцеговачко-неретванском кантону које административно припада Федерацији Босне и Херцеговине. Према попису становништва из 1991. у насељу је живјело 352 становника.

## Географија
Насеље се налази северно од Јабланичког језера, близу ушћа речице Краљуштице.

## Становништво
По последњем службеном попису становништва из 1991. године, у насељу Кралупи живела су 352 становника. Већина становника су били Муслимани.
| Националност       | 1991.        | 1981. | 1971. |
| Муслимани          | 216 (61,36%) |       |       |
| Хрвати             | 12 (3,41%)   |       |       |
| Југословени        | 1 (0,28%)    |       |       |
| остали и непознато | 123 (34,94%) |       |       |
| Укупно             | 352          |       |       |

У насељу Кралупи је и ромско насеље.